# Павлодарский областной художественный музей
Павлодарский областной художественный музей — художественный музей в Павлодаре, созданный в 1964 году на основе художественного отдела Павлодарского областного историко-краеведческого музея им. Г. Н. Потанина. Является одним из крупнейших собраний изобразительного искусства в Казахстане.

## О музее
Был образован в 1964 году как областной музей советского изобразительного искусства, которому передали экспонаты художественного отдела областного историко-краеведческого музея. Основой собрания нового музея стала коллекция, состоящая из 46 произведений, переданных из Казахской государственной художественной галереи им. Т. Г. Шевченко и части выставки ленинградских художников, которая экспонировалась в 1963 году в областном историко-краеведческом музее города. Большую роль в организации музея сыграла инициатива павлодарских художников и директора областного историко-краеведческого музея Ивана Васильевича Лагутина (1913—2014).
На период комплектования фондов музею было предоставлено помещение бывшей городской школы № 21. Художественному музею был отведён флигель — одноэтажный барак каркасного типа в полуразрушенном состоянии. В апреле 1965 года музею была выделена часть помещения на первом этаже дома № 11 по улице 1 Мая.
В 1965 году собрание создающегося музея продолжало пополняться. Целиноградское городское управление культуры передало в него 103 произведения московских художников, входящих в состав выставки, организованной Московским отделением Союза художников РСФСР к празднованию 10-летия освоения целины. Свои произведения подарили музею павлодарские художники; экспонаты передали Министерство культуры СССР и Государственная Третьяковская галерея — в том числе офорты Валентина Серова начала XX века, акварель Николая Каразина (1860).
18 декабря 1965 года музей был открыт для посетителей. В его собрании на тот момент было 369 экспонатов. Постепенно музей сформировал уникальную художественную коллекцию —
первую в областном центре республики. Большой работой по ее формированию, созданием материальной базы и активной экспозиционной деятельностью занимались первые сотрудники музея: его директор Владимир Алексеевич Фрейман, сотрудницы Ксения Иосифовна Величко и Людмила Афанасьевна Кузнецова. Неоценимую помощь оказала Любовь Георгиевна Плахотная,  руководившая в те годы Казахской государственной художественной галереей им. Т. Г. Шевченко.
До 1992 года носил название Павлодарский областной музей советского изобразительного искусства. В 1979 году, при директоре К. И. Величко, музею была передана часть помещений на первом этаже жилого дома по ул. Куйбышева (ныне Торайгырова), где он располагается и сейчас.
В 1980-1990-е годы была разработана научная концепция комплектования коллекции, активно велась научно-исследовательская работа и экспозиционная работа. В эти годы в музее работали сотрудники, во многом определившие направление его развития — Ольга Петровна Матвиенко, Ирина Алексеевна Никифорова, Евгения Станиславовна Черных, Елена Викторовна Дубовая. После распада СССР изменилась концепция формирования музейного фонда, приоритетными направлениями пополнения собрания стали искусство Казахстана и, прежде всего, история развития художественной жизни Павлодара.
В настоящее время собрание музея состоит из 6155 предметов, охватывающих период с 1920-х по 1980-е годы. Среди экспонатов, отражающих историю развития искусства в Казахстане: пейзажи, созданные в начале XX века казахстанским живописцем Николаем Хлудовым и его учениками А. Бортниковым и Н. Соловьевым; творчество основоположника казахского изобразительного искусства Абылхана Кастеева; произведения современных живописцев и графиков А. Галимбаевой, Г. Исмаиловой, Л. Леонтьева, С. Мамбеева, К. Тельжанова, А. Черкасского, Ж. Шарденова, В. Эйферта.
Гордость коллекции музея — произведения известного русского художника В. П. Батурина, жившего в Павлодаре в период с 1919 по 1929 годы. Русский авангард 1920-30-х годов представлен работами Р. Фалька, А. Кравченко, В. Лебедева, И. Грабаря, А. Тышлера. Московский авангард 1950-х отражают картины: А. Зверева, Д. Плавинского, Б. Жутовского, В. Вейсберга, Л. Кропивницкого, А. Харитонова. Искусство 1970-80-х годов представлено именами Н. Нестеровой, А. Ситникова, О. Булгаковой, И. Купряшина, Е. Митты.
Коллекция графики представлена именами Е. Сидоркина, А. Гурьева, И. Исабаева. Особое место в этом разделе занимают работы С. Калмыкова. Также в музее имеются работы павлодарских живописцев и графиков 1950-90-х годов: А. Бибина, К. Баймулдина, А. Гулина, П. Величко, М. Колмогорова, П. Лысенко.